# Villa Hammerschmidt

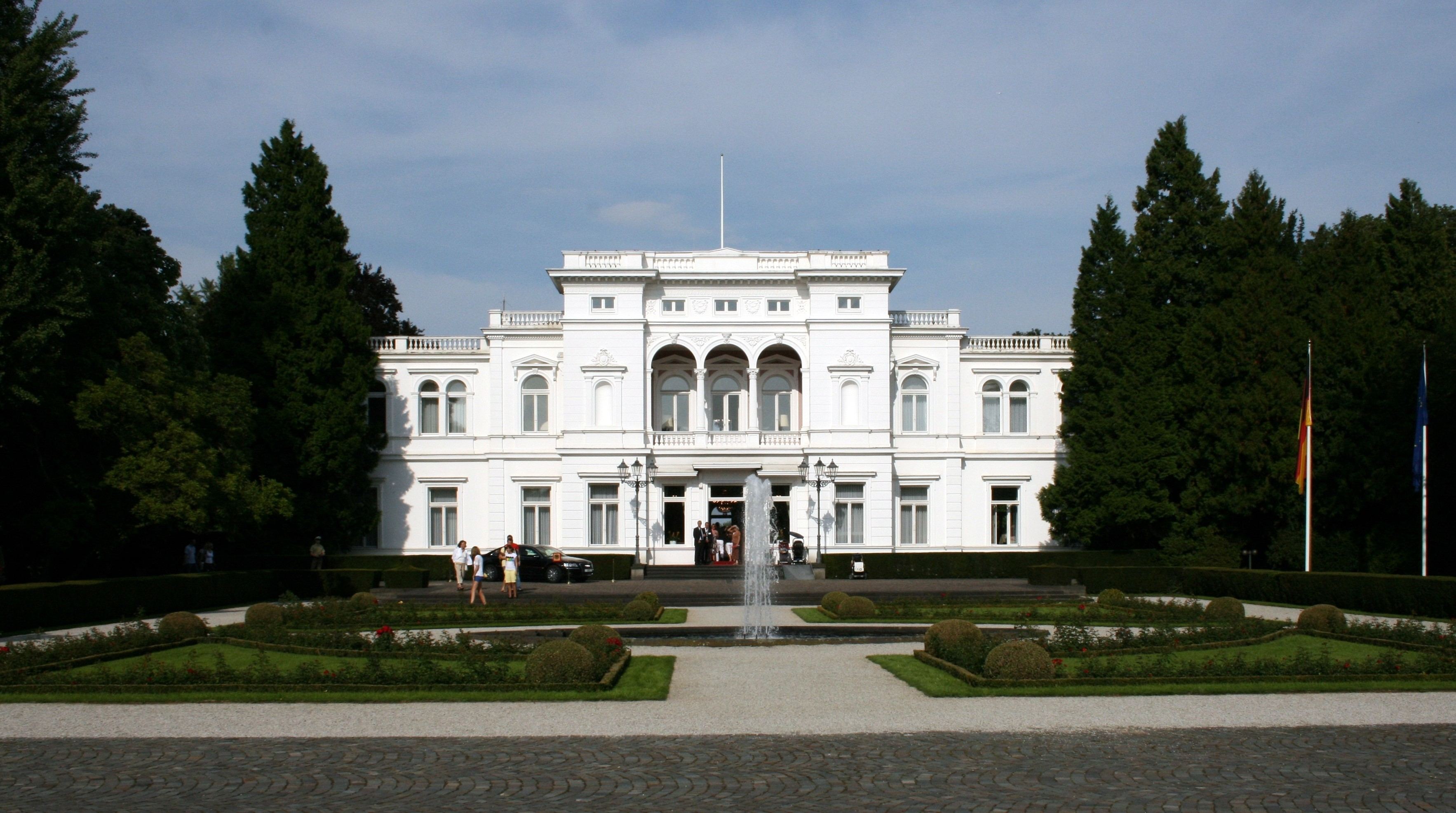
Villa Hammerschmidt (2008)

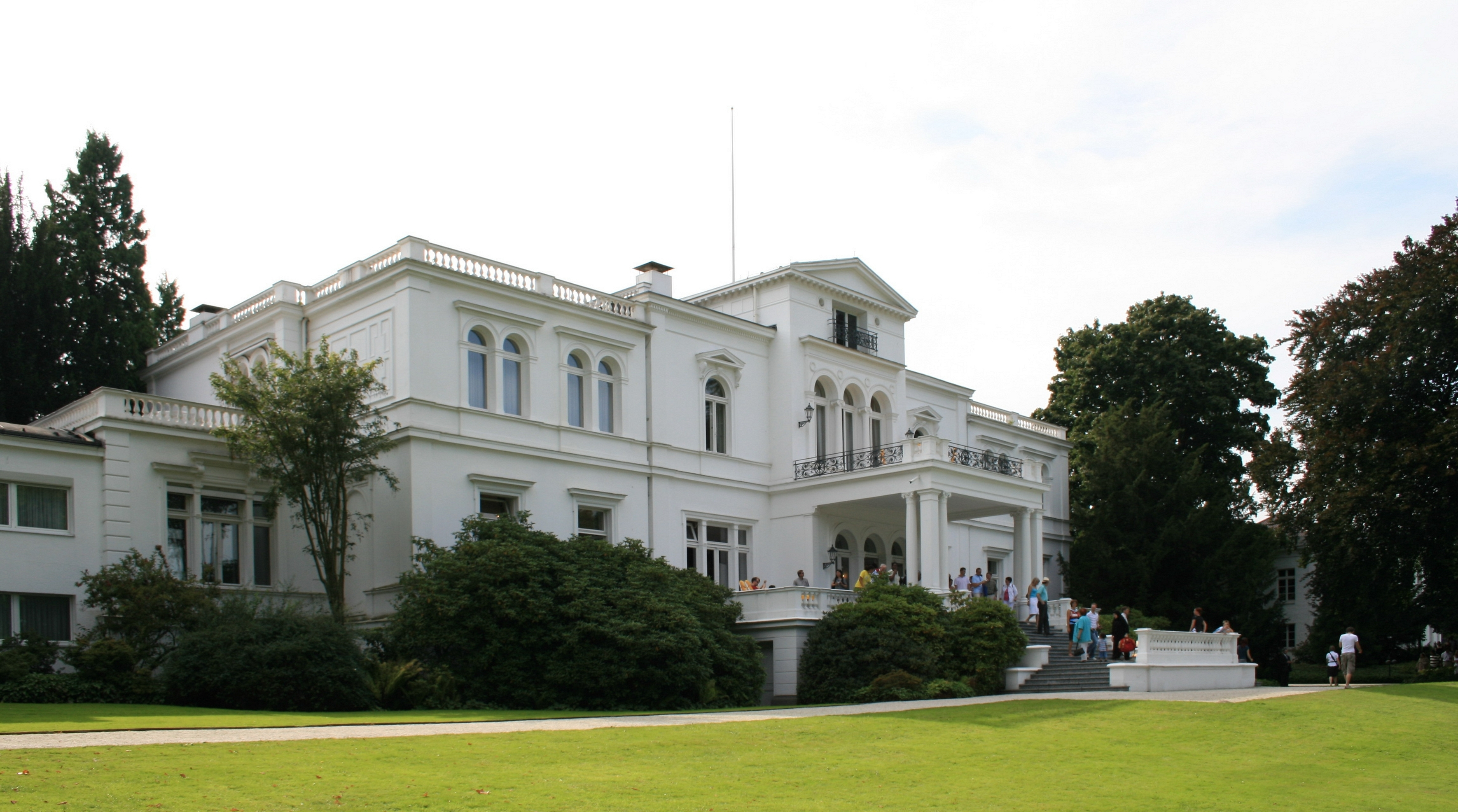
Rückansicht von der Rheinseite

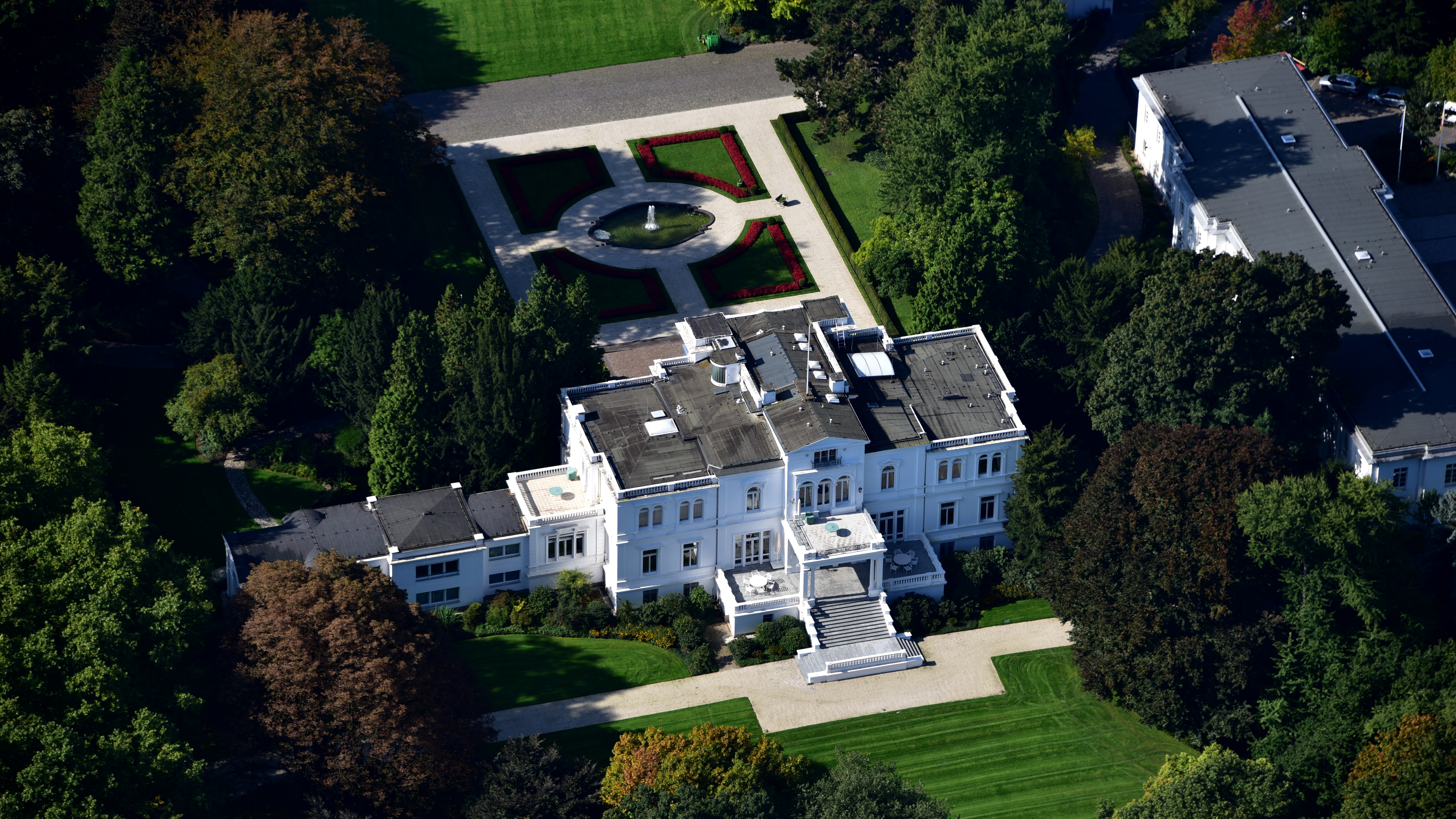
Villa Hammerschmidt, Luftaufnahme (2017)

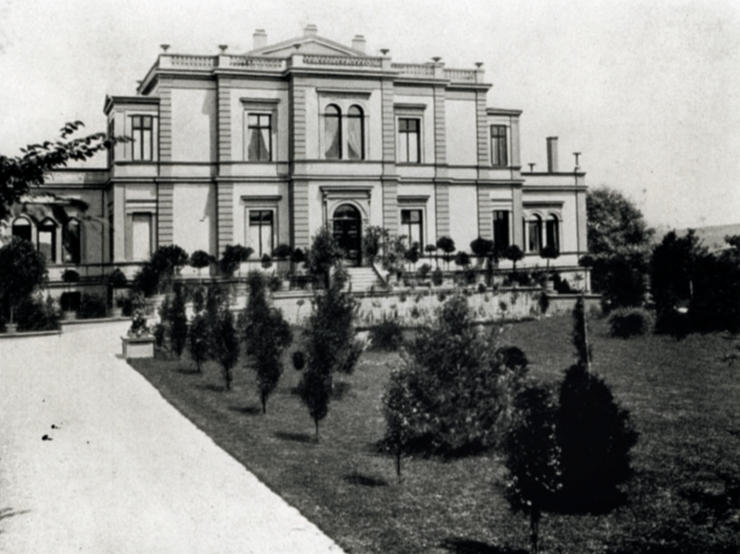
Villa um 1870

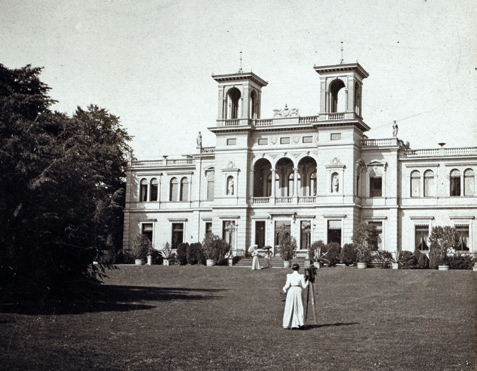
Villa um 1900

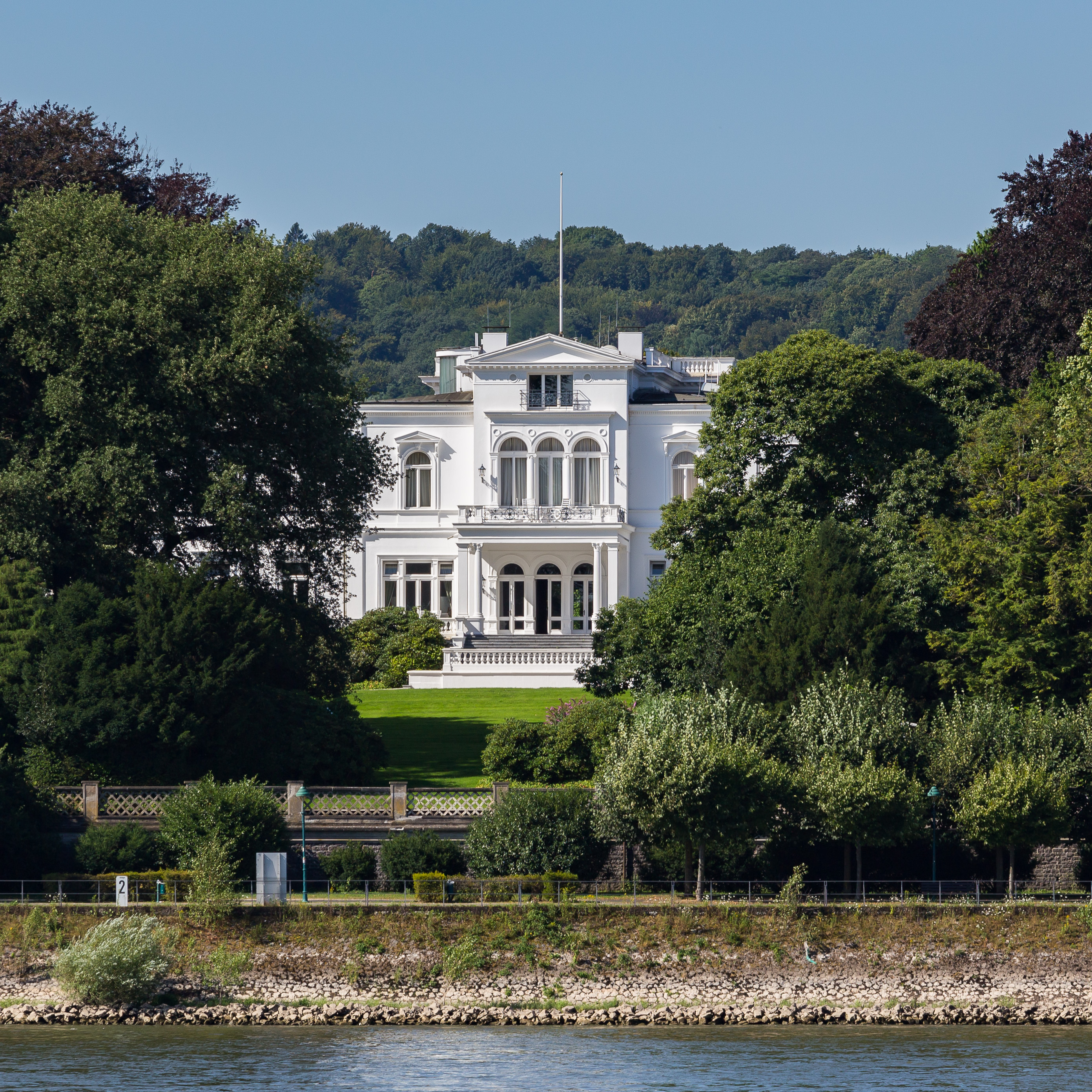
Ansicht vom gegenüberliegenden Rheinufer (2013)

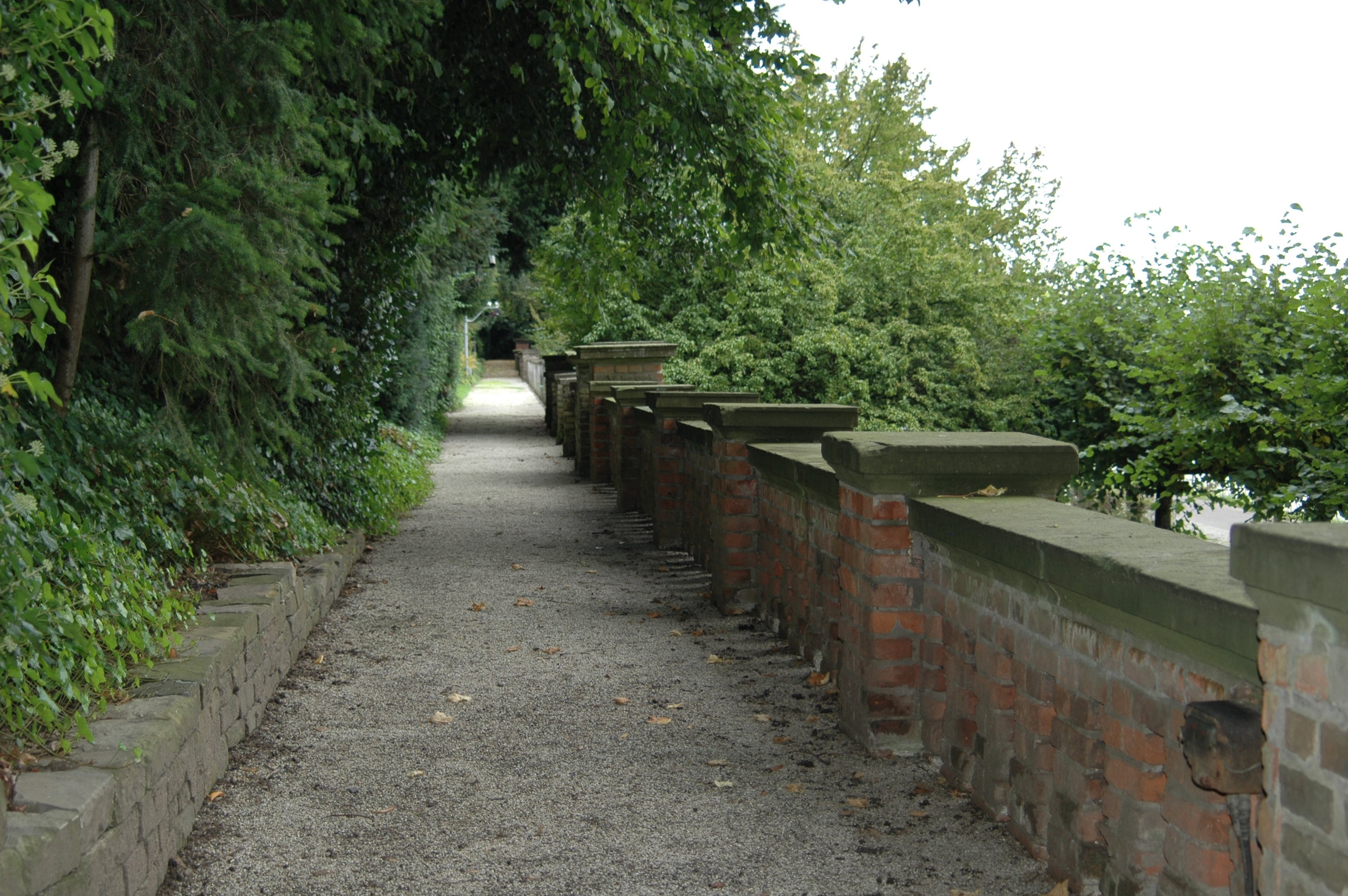
Innere Rheinpromenade

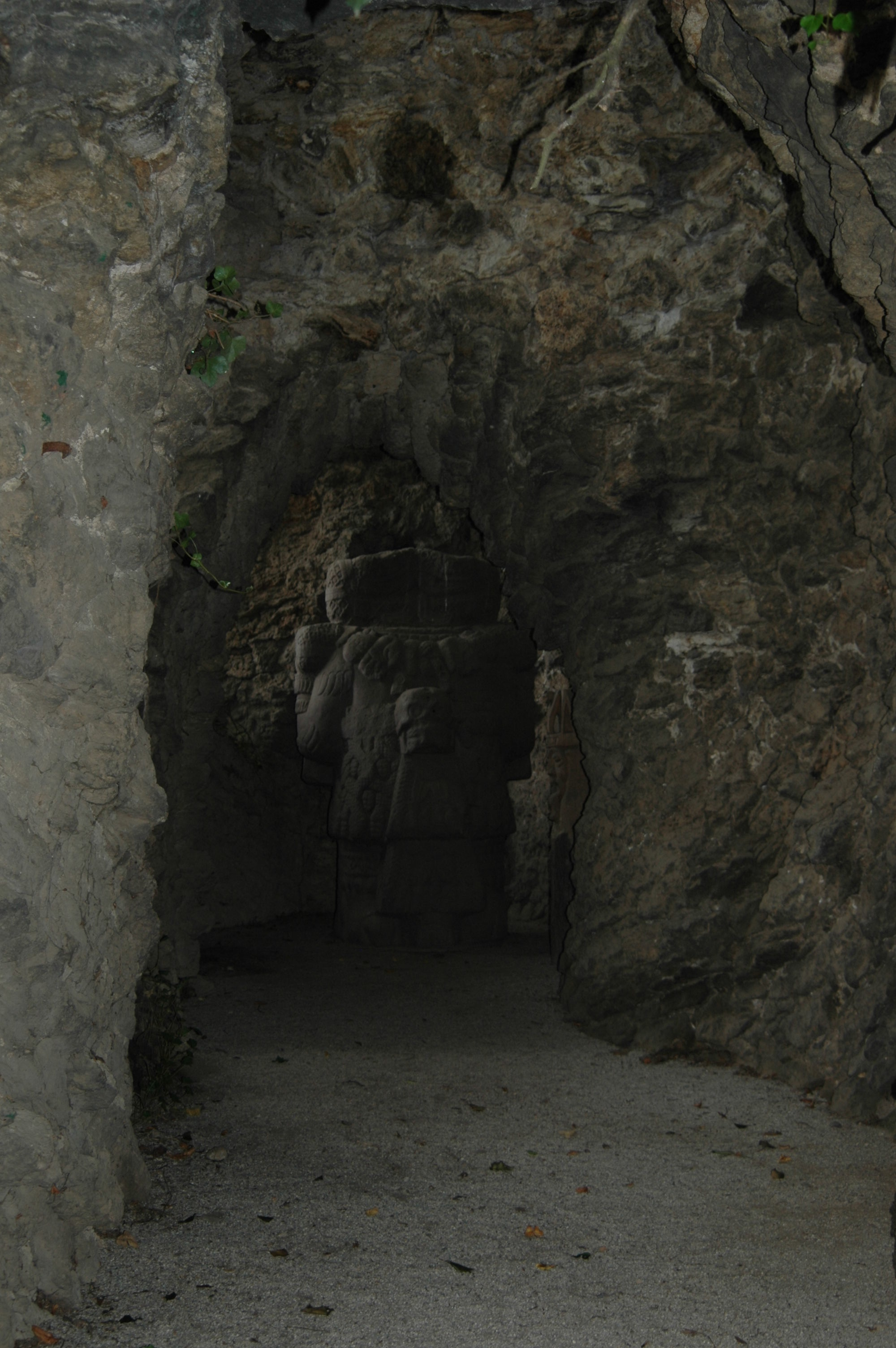
Grotte am Ende der inneren Rheinpromenade

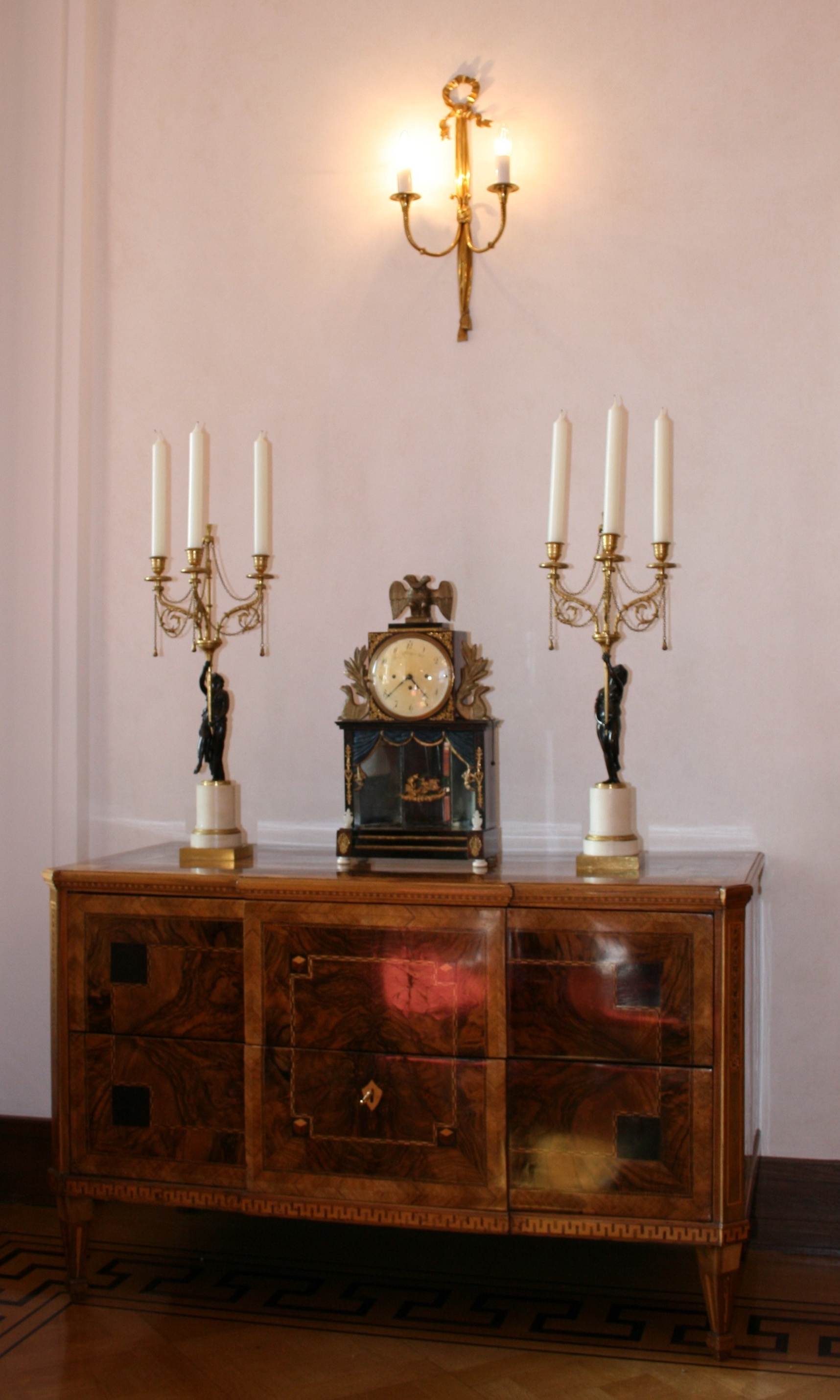
Detail aus der Eingangshalle der Villa

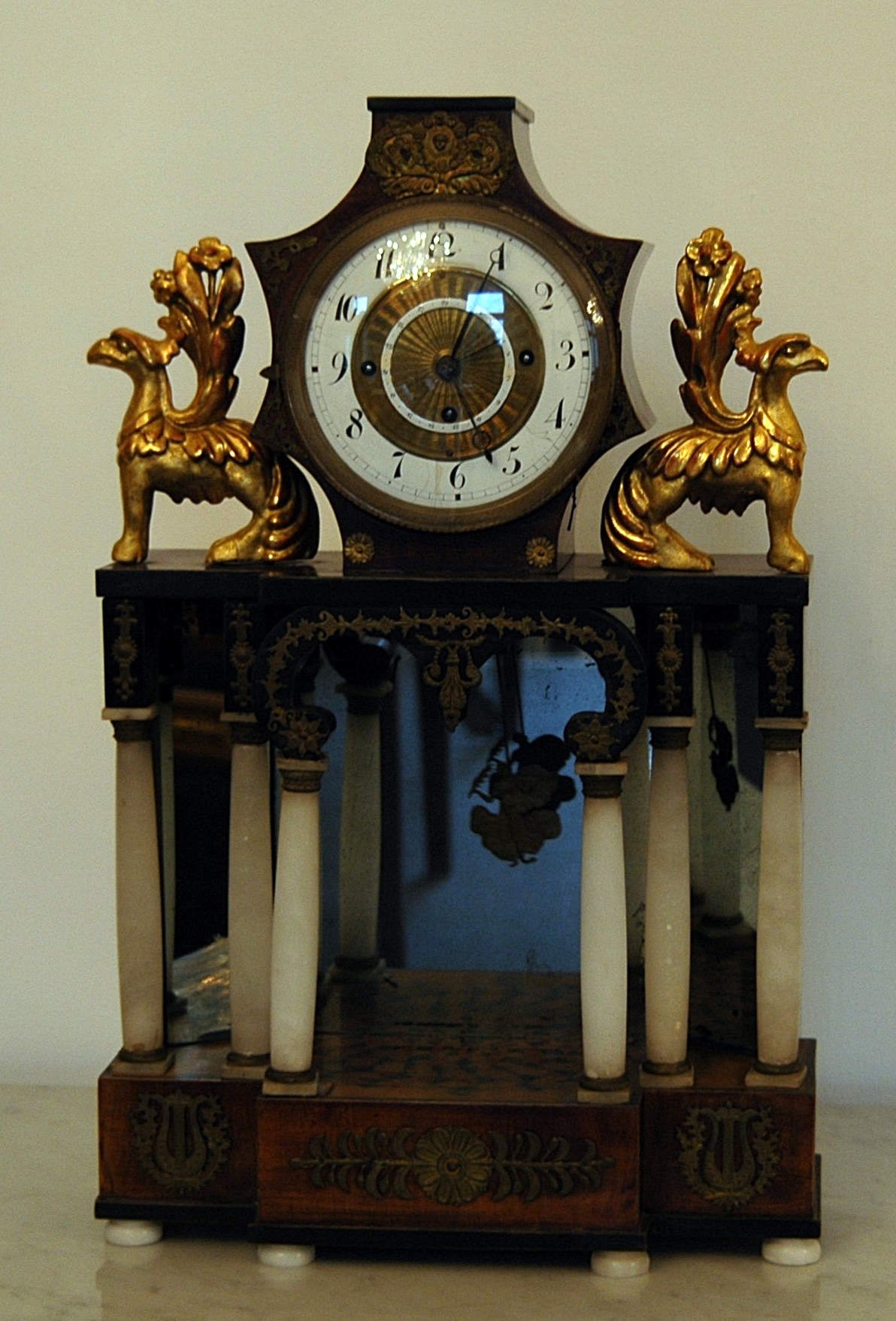
Pendeluhr im Terrassenzimmer

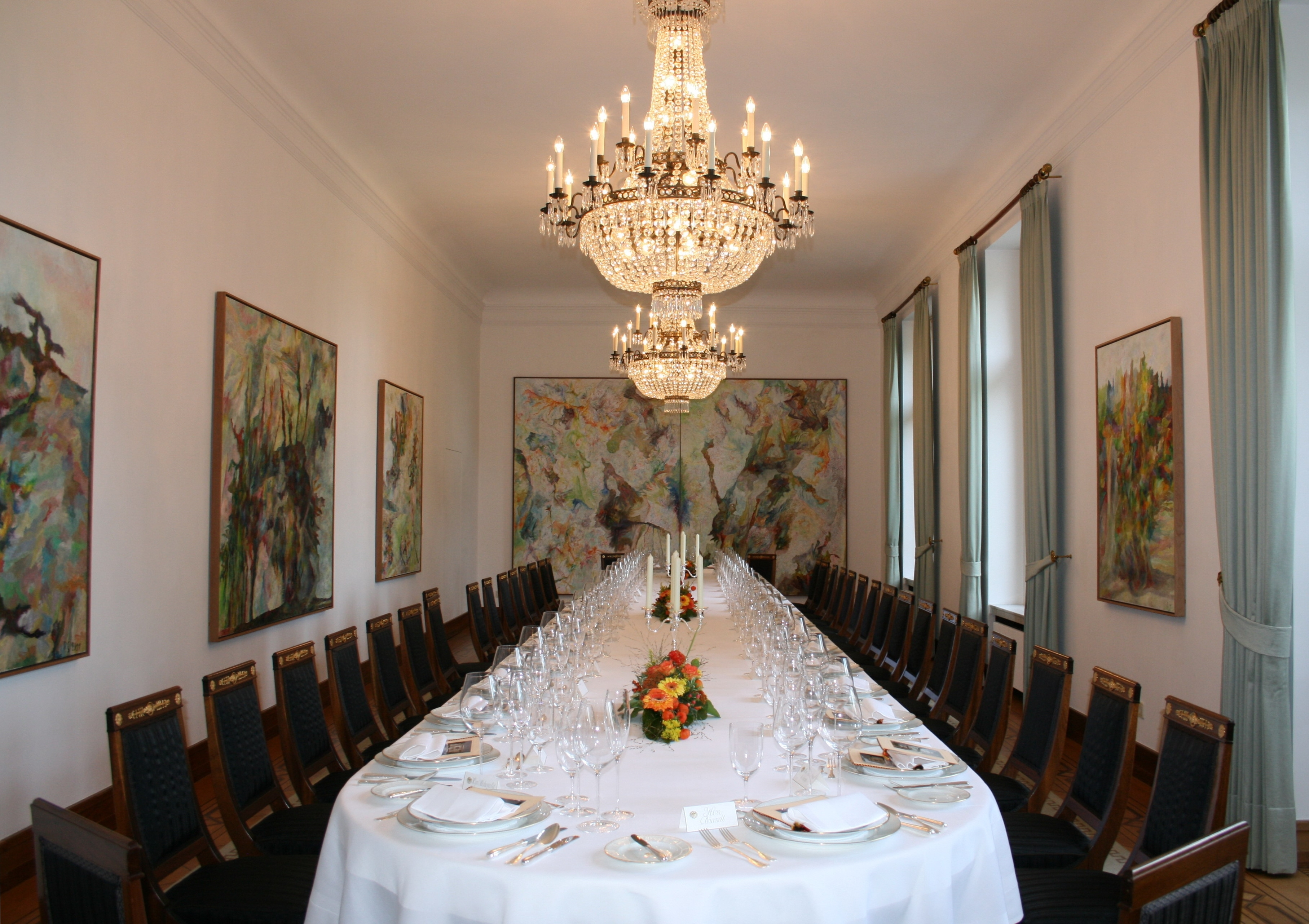
Speisezimmer der Villa

Die Villa Hammerschmidt in Bonn dient seit 1950 als Amts- und Wohnsitz des Bundespräsidenten der Bundesrepublik Deutschland, bis 1994 als erster und seither nach Schloss Bellevue als Zweitamts- und -wohnsitz. Sie liegt am Rheinufer (Wilhelm-Spiritus-Ufer) direkt nördlich neben dem Palais Schaumburg, dem zweiten Dienstsitz des Bundeskanzlers und Bundeskanzleramts. Das Hauptportal befindet sich an der Adenauerallee (Hausnummer 135). Die Zufahrt erfolgt über die Kaiser-Friedrich-Straße. Die Villa Hammerschmidt ist eine Station des Geschichtsrundwegs Weg der Demokratie.

## Geschichte
Der Kaufmann Albrecht Troost (1824–1883) erwarb 1860 ein 17.329 m² großes Grundstück zwischen der Coblenzer Straße im Westen und dem Rhein im Osten. Ab 1861, möglicherweise erst 1862, begann Troost mit dem Bau einer ein- bis zweigeschossigen, spätklassizistischen Villa nach einem Entwurf des Architekten August Dieckhoff (1805–1891). Er bezog sie im Verlauf des Jahres 1863 mit seiner Frau und kaufte weitere Grundstücke hinzu. Troost verkaufte die Villa 1868 nach dem Tod seiner Ehefrau, Jenny Giesler, und des gemeinsamen Sohns Arthur – beide ertranken – an den Unternehmer Leopold Koenig (1821–1903), und zog mit Tochter Alice und Sohn Friedrich Edmund aus. Noch in diesem Jahr kam es zu einer ersten Erweiterung der Villa an der Rheinfront um ein Musik- (südlich) und ein Speisezimmer (nördlich). Bis 1871 wurde ein großes Souterrainzimmer nach Plänen von Ludwig Bohnstedt (1822–1885) angebaut. Im selben Jahr wurde ein unterkellertes, ein- bis zweigeschossiges sowie 39 m langes Palmenhaus einschließlich Kalt- und Warmhaus sowie Glaskuppel eingeweiht. Der Salon des Palmenhauses wurde später auch als Billardzimmer benutzt. 1872 folgte der Bau eines für den Gärtner zu verwendenden Pförtnerhauses, 1875 der einer Futtermauer am Godesberger Bach. Ein rund 50 m langes Stall- und Remisengebäude, das auch drei Pavillons umfasste, wurde um 1876 neu- bzw. umgebaut.
Von Mai 1877 bis Juni 1878 kam es, unter Ausführung von Otto Penner, aber wieder nach Plänen von Ludwig Bohnstedt zu umfangreichen Umbauten und Vergrößerungen der Villa. Die Straßenfront wurde dabei ebenso wie Teile der Seitenflügel abgebrochen. Die Rheinfront gewann im Ergebnis fast 20 m an Breite hinzu, die Straßenfront rund 15 m und die Gebäudetiefe wuchs um 9 m. Aus der bisherigen Hauptfassade wurde ein Mittelrisalit, das Erdgeschoss erhielt eine Mitteltür sowie einrahmende Fenster und das Obergeschoss Balustraden sowie drei Arkaden im Stil der italienischen Renaissance. Auch ein Zwischengeschoss geht auf die von Penner ausgeführten Erweiterungen zurück. Dem mittleren Trakt wurden seitlich zwei offene und der Aussicht dienende, sogenannte Belvedere-Turmbauten aufgesetzt. Die Seitenflügel stockte Penner auf; im unteren Geschoss entstanden Söller, Terrassen und eine große Freitreppe.
Der gut vier Hektar große Landschaftspark wurde 1878 durch den Hamburger Gartendirektor Rudolph Philipp Christian Jürgens angelegt. Um 1880 folgte der Bau der sogenannten Nibelungengrotte an der Rheinseite. 1899 erwarb Rudolf Hammerschmidt (1853–1922), Geheimer Kommerzienrat und Fabrikant, die Villa. Er ließ zwischen 1900 und 1902 eine „Muschelsaal“ genannte Marmorhalle errichten, die einschließlich eines Verbindungstrakts eine Verbindung zwischen Wohn- und Palmenhaus schuf. Der Marmorsaal diente saisonal auch als Wintergarten. Der Verbindungsbau besitzt ionische Säulen und Rundbogenfenster. Nach Hammerschmidts Tod wurde die Anlage ab 1928 in zwölf Wohnungen aufgeteilt und vermietet, das Mobiliar und die Kunstsammlung wurden versteigert. Ab 1929 pachtete der Immobilienmakler Maur die Villa samt Grundstück und ließ einige Umbauarbeiten durchführen. Das Palmenhaus wurde in dieser Zeit abgerissen, der Muschelsaal verlor seine Funktion sowie den Großteil seiner wertvollen Ausstattung und wurde ebenfalls zum Wohngebäude. Die Terrassenaufbauten ließ Maur vergrößern.
Den Zweiten Weltkrieg überstand die Villa unbeschadet. Nach Kriegsende beschlagnahmten Besatzungstruppen das Anwesen. Von Herbst 1948 bis November 1949 wurde es vom Oberkommandierenden der Belgischen Streitkräfte in Deutschland, General Jean-Baptiste Piron, in Anspruch genommen. Am 5. April 1950 erwarb die Bundesrepublik Deutschland die Anlage, bestehend aus dem Haus, Nebengebäuden und dem Park am Rhein für 750.000 DM von den Erben Rudolf Hammerschmidts, um dort den Amtssitz des Bundespräsidenten einzurichten, der bis dahin noch auf der Schweinheimer Viktorshöhe lag. Bereits im Januar des Jahres hatten die dazu durchgeführten Umbauten begonnen. Die beschädigten Stuck- und Ornamentdecken der Villa wurden entfernt, historische Terrassenaufbauten ebenso wie die zwei charakteristischen Türmchen abgerissen. Auf den zum Teil erhaltenen Mauern des ebenfalls abgetragenen Stall- und Remisengebäudes entstand das Hauptgebäude des neuen Bundespräsidialamts (Kaiser-Friedrich-Straße 16), im Park ein weiteres Verwaltungsgebäude (Adenauerallee 135a). Am 15. Dezember 1950 bezog Bundespräsident Theodor Heuss (1949–59) offiziell die Villa Hammerschmidt, auch wenn er es vorgezogen hätte, in seinem bisherigen Dienstsitz auf der Viktorshöhe zu bleiben.

„Schließlich aber mußte er umziehen und sagte dann etwas resigniert: Nun, ich bin zwar dem lieben Gott etwas ferner als auf Viktorshöhe – dafür dem Konrad Adenauer etwas näher.“

Nichtsdestoweniger nutzte Heuss die Villa Hammerschmidt im Gegensatz zu späteren Amtsinhabern auch als Wohnsitz. Im angrenzenden Muschelbau wurde eine Wohnung für den Chef des Bundespräsidialamts eingerichtet. Die Nibelungengrotte im Park wurde auf seinen Wunsch durch Beseitigung der Figuren unkenntlich gemacht.
Heuss’ Nachfolger Heinrich Lübke (1959–69) bewohnte die Villa nicht. Unter anderem zwischen 1969 und 1984 kam es zu mehrfachen Umbauten der Villa, die jedoch die Raumdisposition unberührt ließen. 1971 entstand für Gustav Heinemann (1969–74) am südlichen Rande des Grundstücks ein überdachtes Schwimmbecken; im selben Jahr wurde der Muschelbau für die Unterbringung von Staatsgästen hergerichtet. Walter Scheel (1974–79) ließ vor seinem Einzug Renovierungs- und Umbauarbeiten in Abstimmung mit dem Designer Paolo Nestler durchführen sowie während seiner Amtszeit einen Raum im Dachgeschoss für Kinovorführungen ausrüsten; er ist heute jedoch nicht mehr funktionstüchtig. Zudem verlegte er sein Arbeitszimmer vom Bundespräsidialamt in die Villa und die Büroräume seiner engsten Mitarbeiter nach dort und in den Muschelbau. 1978 wurde ein Teil des straßenseitigen Gartens zwecks Schaffung einer Esplanade für das Wachbataillon beim Bundesministerium der Verteidigung betoniert, sodass fortan an der Villa häufiger Begrüßungszeremomien für Staatsgäste stattfanden. Karl Carstens (1979–84) bewohnte die Villa als zweiter Amtsinhaber nicht. Während der Amtszeit Richard von Weizsäckers (1984–94) wurde im Dachgeschoss an einer Tischtennisplatte Sport getrieben. Das Obergeschoss beherbergt die Privaträume des Bundespräsidenten. Im Erdgeschoss befinden sich die Repräsentationsräume, wie Empfangssaal, Kaminsaal, Speisesaal und Terrassenzimmer. Im Speisesaal hing bis 2005 das Canaletto-Gemälde Der Zwingergraben in Dresden.
Das im Erdgeschoss befindliche Mobiliar wurde vom Schloss Wilhelmshöhe in Kassel zur Verfügung gestellt. Die vorherrschende Stilrichtung ist französisches Empire aus der Zeit um 1830. Üblicherweise werden die Einrichtungsgegenstände aus Leihgaben der Bundesländer sowie aus dem Fundus von Museen zusammengestellt. Auf der Rheinterrasse erhielten die Mitglieder eines neuen Bundeskabinetts in der Zeit der Villa als erster Dienstsitz ihre Ernennungsurkunde oder präsentierten sich gemeinsam mit dem Bundespräsidenten der Öffentlichkeit.

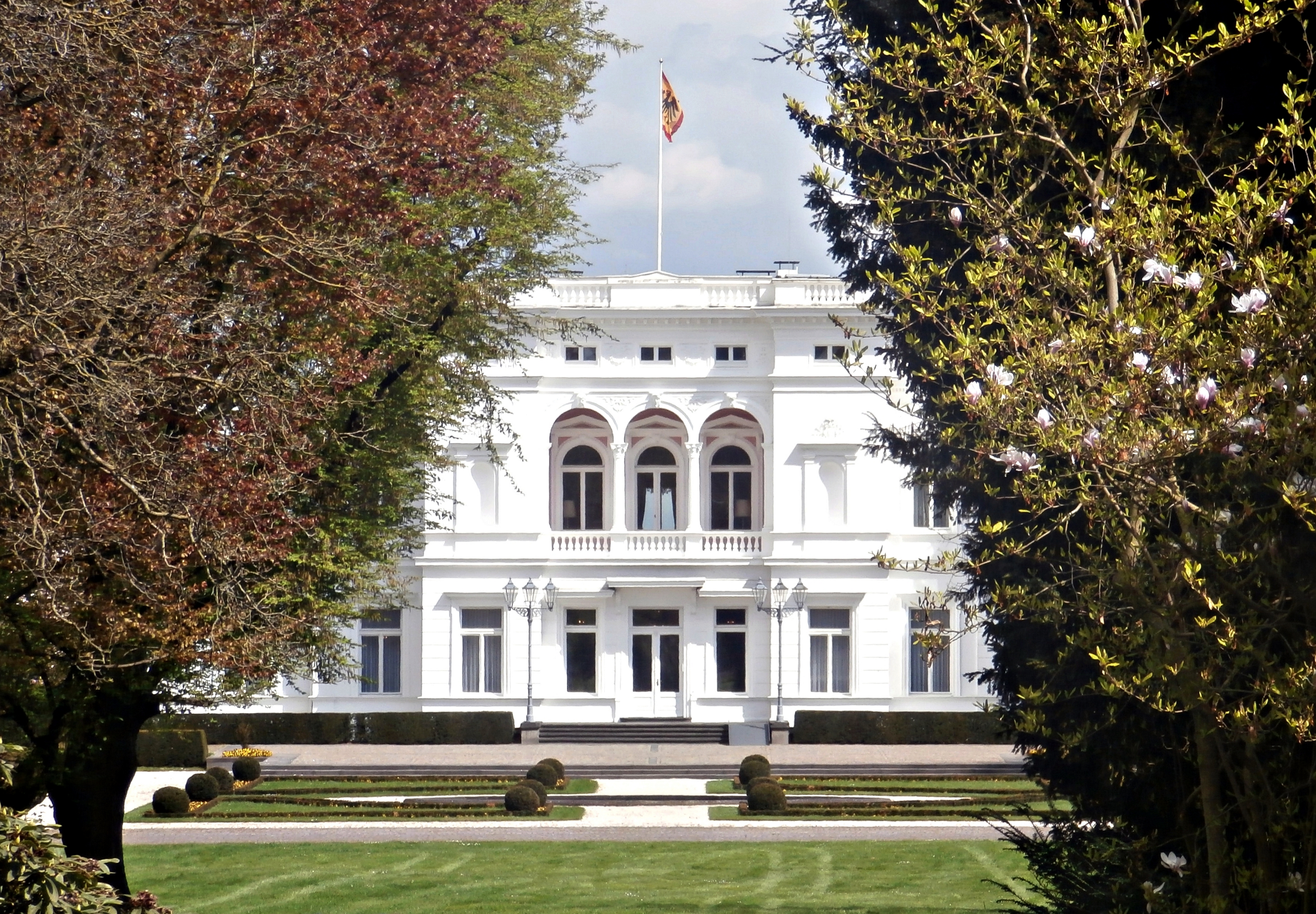
Villa Hammerschmidt mit gehisster Standarte des Bundespräsidenten (2016)

In Folge des Beschlusses zur Verlegung des Parlaments- und Regierungssitzes (1991) verlegte Bundespräsident Richard von Weizsäcker im Januar 1994 als erstes Verfassungsorgan seinen ersten Amtssitz nach Berlin ins Schloss Bellevue; Mitte Januar fanden dort erstmals seine traditionellen Neujahrsempfänge statt, Ende Januar zog er auch privat dorthin um. Seither wird die Villa Hammerschmidt als zweiter Amtssitz genutzt. Am 27. Oktober 1998 wurde mit dem Kabinett Schröder I letztmals durch den Bundespräsidenten eine Bundesregierung in der Villa ernannt; im November 1998 zog das Bundespräsidialamt als erste oberste Bundesbehörde in die Hauptstadt. Das letzte im Bonner Amtssitz ernannte Kabinettsmitglied war am 12. April 1999 Bundesfinanzminister Hans Eichel.
Ob sich das Staatsoberhaupt in Bonn aufhält, wird durch das Hissen seiner Standarte signalisiert; auf dem Dach ist hierzu ein Fahnenmast installiert. Die Hausverwaltung obliegt dem Bundespräsidialamt; auf dem Gelände befindet sich auch ein Bundespolizeirevier zur Bewachung des Amtssitzes. Der zum Amtssitz gehörige Hubschrauberlandeplatz liegt am rheinseitigen Ende der Kaiser-Friedrich-Straße auf dem Gelände des 1936 errichteten und in den 1970er-Jahren abgebrochenen Nachfolgebaus der Villa Kocks (erbaut 1899–1903). Die Villa Hammerschmidt steht seit dem 2. März 1988 als Baudenkmal unter Denkmalschutz, sie umfasst eine Hauptnutzfläche von 1.143 m².
Mit dem unter anderem anlässlich fünfzigjähriger bilateraler Beziehungen abgehaltenen Empfang des finnischen Präsidenten durch den Bundespräsidenten im November 2023 fand nach vielen Jahren erstmals wieder ein offizieller Empfang eines Staatsoberhauptes in der Villa Hammerschmidt statt.
| Datum                        | Bundespräsident         | Anmerkungen |
| ---------------------------- | ----------------------- | --- |
| 19. August 2005              | Horst Köhler            | Empfang von Papst Benedikt XVI.                                                                                             |
| 5. November 2005             | Horst Köhler            | Konferenz zur Initiative „Partnerschaft mit Afrika“                                                                         |
| 15. August 2006              | Horst Köhler            | |
| 21. Oktober 2006             | Horst Köhler            | Empfang von Alpha Oumar Konaré, Vorsitzender der Afrikanischen Union                                                        |
| 14. Dezember 2006            | Horst Köhler            | Empfang von Norodom Sihamoni, König von Kambodscha                                                                          |
| 9. Juni 2007                 | Horst Köhler            | Vorstellung der neuen Kunstausstattung                                                                                      |
| 2. März 2008                 | Horst Köhler            | |
| 30. Mai 2008                 | Horst Köhler            | |
| 16. Dezember 2008            | Horst Köhler            | |
| 22. Juni 2009                | Horst Köhler            | Verleihung des Verdienstordens der Bundesrepublik Deutschland                                                               |
| 27. August 2009              | Horst Köhler            | Empfang von Osei Tutu II., Asantehene des Volkes der Aschanti in Ghana                                                      |
| 26. August 2010              | Christian Wulff         | |
| 2./3. Oktober 2011           | Christian Wulff         | Kinder- und Familienfest |
| 20.–23. August 2012          | Joachim Gauck           | |
| 9.–11. April 2013            | Joachim Gauck           | |
| 29./30. Juni 2013            | Joachim Gauck           | Tag der offenen Tür |
| 18. November 2014            | Joachim Gauck           | |
| 11. März 2015                | Joachim Gauck           | |
| 31. August–2. September 2015 | Joachim Gauck           | |
| 25. November 2015            | Joachim Gauck           | Antrittsbesuch des Bonner Oberbürgermeisters Ashok-Alexander Sridharan                                                      |
| 29. August–2. September 2016 | Joachim Gauck           | |
| 7. März 2017                 | Joachim Gauck           | Kulturabend zu Robert und Clara Schumann                                                                                    |
| 31. Mai 2017                 | Frank-Walter Steinmeier | |
| 4.–5. September 2017         | Frank-Walter Steinmeier | |
| 24. Juni 2018                | Frank-Walter Steinmeier | Tag der offenen Tür |
| 29.–31. August 2018          | Frank-Walter Steinmeier | |
| 14.–17. Mai 2019             | Frank-Walter Steinmeier | |
| 27. April 2021               | Frank-Walter Steinmeier | |
| 15. November 2023            | Frank-Walter Steinmeier | Empfang des finnischen Präsidenten Sauli Niinistö                                                                           |
| 25. Mai 2024                 | Frank-Walter Steinmeier | Tag der offenen Tür anlässlich des „Fest der Demokratie“ zum 75. Jubiläum des Grundgesetzes der Bundesrepublik Deutschlands |

### Anderweitige Nutzung
Die Stadt Bonn bietet seit Mai 2011 die Möglichkeit zur standesamtlichen Trauung in den Räumen der Villa.
Am 2. September 2014 trafen sich in der Villa Hammerschmidt die Agrarminister des Weimarer Dreiecks zu einer Besprechung. Am 16. Februar 2017 fand hier im Rahmen des Treffens der Außenminister der G20-Länder ein Abendessen der Ministerrunde statt.

### Zwischenfall 1971
Am 8. April 1971 wurde der als rechtsextrem geltende 20-jährige Carsten Eggert bei dem Versuch festgenommen, mit einem Messer bewaffnet in den Amtssitz des Bundespräsidenten einzudringen.

### Eigentümer
- 1860–1868: Kaufmann Albrecht Troost
- 1868–1899: Kaiserlich Russischer Staatsrat Leopold Koenig (sein Sohn Alexander Koenig gründete das „Zoologische Reichsmuseum Alexander Koenig“ gegenüber der Villa Hammerschmidt)
- 1899–1928: Königlich Preußischer Geheimer Kommerzienrat Rudolf Hammerschmidt
- 1928–1949: Rudolf Hammerschmidts Schwiegersohn Ernst Poensgen, der die Villa zugunsten seiner zweiten Frau Lulu Hammerschmidt erwarb
- 1945–1949: unter Beschlagnahme der britischen Alliierten
- seit 1950: Bundesrepublik Deutschland

## Kunstausstattung
Zwei deutsche Maler (Bernard Schultze und Karl Otto Götz) als Vertreter der informellen Kunst sowie zwei deutsche Fotografen (Hugo Erfurth und August Sander) sind mit ihren Werken in der Villa vertreten. Im Juni 2007 wurde ein neues Kunstkonzept für die Villa Hammerschmidt vorgestellt und umgesetzt, an dem auch das Museum Ludwig in Köln mitwirkte.
In der Parkanlage steht der 1972 geschaffene Zweitguss der Bronzeskulptur Montana I (1968) des Bildhauers Bernhard Heiliger, links der Villa die 1979 aufgestellte Bronzefigur Jason (1978/79) des Bildhauers Gerhard Marcks; beide Werke sind Stiftungen der Künstler an das Bundespräsidialamt.

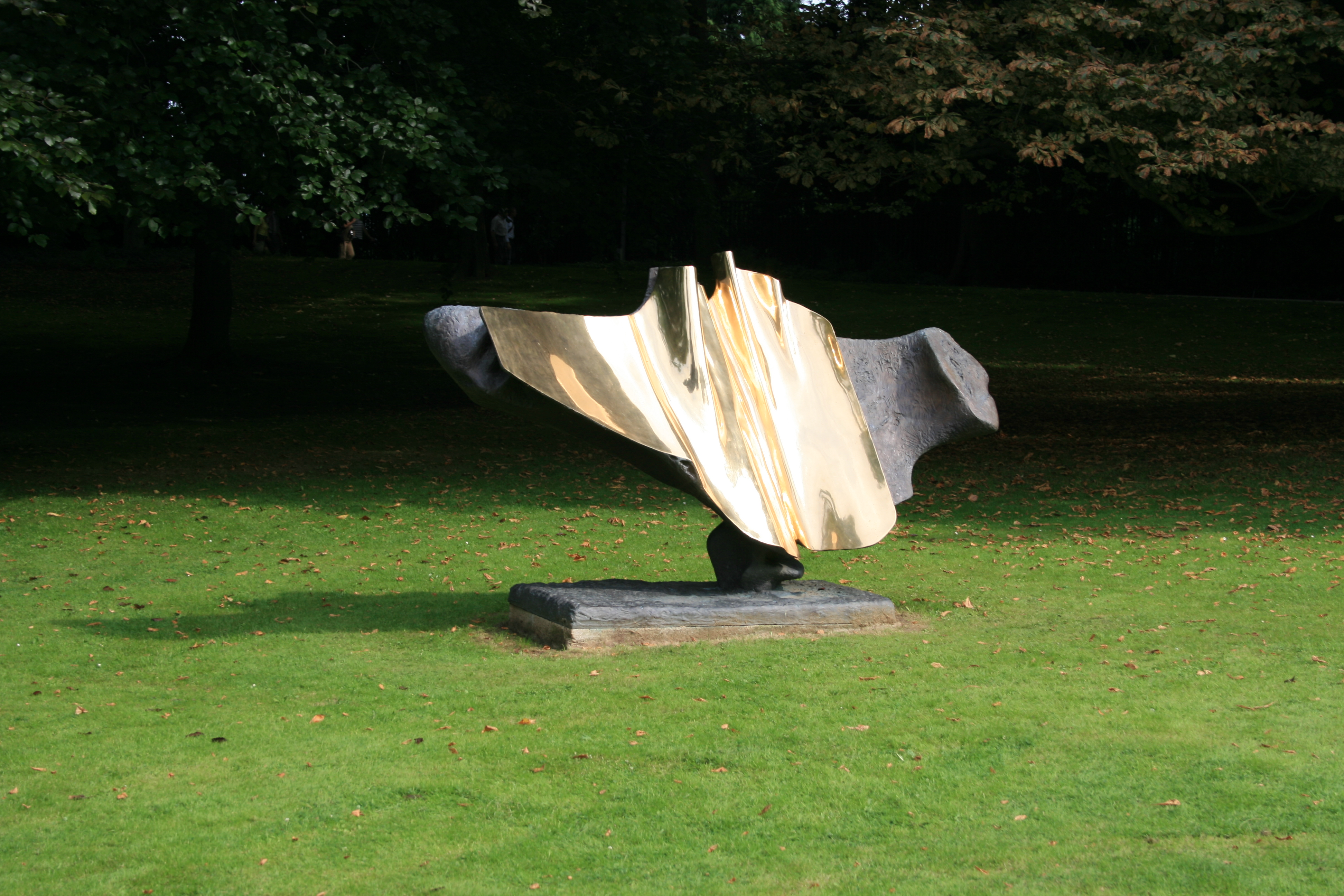
Bernhard Heiliger: Montana I (1968/72)

## Parkanlage
Die das Gebäude umgebende Parkanlage ist geprägt durch einen formalen Garten auf der Straßenseite und eine Anlage im Stil eines englischen Gartens auf der Rheinseite. Außerdem ist der Park geprägt durch die verschiedenen Umnutzungen, die er im Laufe seines Bestandes erfahren hat. Zur Rheinseite hin ist er Teil der Gesamtanlage des Kulturdenkmals. Ein Gartentor verbindet die Parkanlage mit dem zum Areal des ehemaligen Bundeskanzleramts gehörenden Park des Palais Schaumburg.
Ursprünglich führte vom Eingang an der heutigen Adenauerallee eine von Pappeln gesäumte Allee zur Villa. Die Pappeln wurden kurz nach Kriegsende 1945 gefällt und schließlich die Allee Ende der 1980er-Jahre zwecks Schaffung einer einheitlichen Rasenfläche ganz entfernt.